# Globulin
Globuliner är en familj av plasmaproteiner som finns i blodplasman. Globulinerna är globulära proteiner med högre molekylmassa och större vattenlöslighet än albuminerna. Globuliner kan ha många olika funktioner i blodet som transport, blodkoagulering och inom immunförsvaret. Ett exempel är transferrin. Globulinet har en mycket stor roll i immunförsvaret, t.ex. så togs det s.k. "gammaglobulinet" från personer som haft/har gulsot, så att antikropparna ska kunna skydda den nya vaccinerade personen mot gulsot (även kallat hepatit-A). 